# Ntdetect.com
 (octobre 2018).
Si vous disposez d'ouvrages ou d'articles de référence ou si vous connaissez des sites web de qualité traitant du thème abordé ici, merci de compléter l'article en donnant les références utiles à sa vérifiabilité et en les liant à la section « Notes et références ».
ntdetect.com est un composant des systèmes d'exploitation Microsoft Windows NT fonctionnant sous une architecture x86. Il est utilisé lors du processus de démarrage de Windows NT et est chargé de détecter le matériel de base nécessaire au démarrage du système d'exploitation.

## Vue d'ensemble
Le chargeur d'amorçage prend le contrôle du processus de démarrage et charge NTLDR. Ntdetect.com est appelé par NTLDR et renvoie les informations recueillies à NTLDR une fois l'opération terminée, afin qu'elle puisse ensuite être transmise à ntoskrnl.exe, le noyau Windows NT.
Ntdetect.com est utilisé sur les ordinateurs utilisant le micrologiciel du BIOS. Les ordinateurs dotés d'une interface Extensible Firmware Interface (EFI) utilisent une méthode de détection de périphérique qui n'est pas liée au système d'exploitation. 
La détection matérielle fonctionne de manière quelque peu différente selon que la configuration avancée et l'interface d'alimentation (ACPI) est prise en charge par le matériel. Il transmet les informations matérielles recueillies à partir du BIOS sur le système d'exploitation. Si ACPI est pris en charge, la liste des périphériques trouvés est transmise au noyau. Windows se charge d'assigner des ressources à chaque périphérique. Sur les matériels plus anciens, où ACPI n'est pas pris en charge, le BIOS assume la responsabilité de l'affectation des ressources et non du système d'exploitation. Cette information est donc également transmise au noyau.
En outre, ntdetect.com détermine le profil matériel à utiliser. Windows prend en charge plusieurs profils matériels distincts, ce qui permet à une seule copie de Windows de fonctionner correctement dans des situations où le matériel change régulièrement entre des mises en page spécifiques. Ceci est courant avec les ordinateurs portables qui se connectent à une station d'accueil.
Dans les systèmes d'exploitation Windows Vista et ultérieurs, ntdetect.com ne prend en charge que l'ACPI, de sorte que Windows puisse contrôler l'allocation des ressources matérielles de la même manière. Les profils matériels ne sont également plus pris en charge dans Windows Vista.
Les informations collectées par ntdetect.com sont stockées dans la HKLM\HARDWARE\DESCRIPTION du registre Windows à un stade ultérieur du processus de démarrage.

## Classes de matériel détecté
- Identification du matériel
- Date et heure du matériel
- Types de bus et adaptateurs
- Adaptateurs SCSI
- Adaptateurs vidéo
- Clavier
- Ports de communication série et parallèle
- Disques durs
- Lecteurs de Disquettes
- Souris
- Coprocesseur à virgule flottante
- Appareils basés sur une architecture standard

## Dépannage
Pour faciliter le dépannage, Microsoft a mis à disposition des versions débogage de ntdetect.com qui affichent des informations détaillées sur le matériel détecté. Appelé ntdetect.chk, il est inclus dans les outils de support de Windows.